# Xã Sinclair, Quận Jewell, Kansas
Xã Sinclair (tiếng Anh: Sinclair Township) là một xã thuộc quận Jewell, tiểu bang Kansas, Hoa Kỳ. Năm 2010, dân số của xã này là 60 người.